# Швеция на «Евровидении-1962»
Швеция приняла участие в Евровидении 1962, проходившем в Люксембурге, Люксембург. Страну представила Ингер Берггрен с песней «Sol och vår», выступившая под номером 6. В этом году страна получила 4 очка, как и Финляндия, разделив 7 и 8 строчки. Комментатором конкурса от Швеции в этом году стал Ян Габриэллсон, а глашатаем — Тэг Даниэллсон.

## Национальный отбор[3]
| Номер | Артист 1          | Артист 2          | Песня                    | Баллы  | Место |
| ----- | ----------------- | ----------------- | ------------------------ | ------ | ----- |
| 1     | Östen Warnerbring | Отто Бранденбург  | «Lolo Lolita»            | 11858  | 4-е   |
| 2     | Mona Grain        | Östen Warnerbring | «Trollen ska trivas»     | 4001   | 6-е   |
| 3     | Отто Бранденбург  | Carli Tornehave   | «Anneli»                 | 13401  | 3-е   |
| 4     | Carli Tornehave   | Моника Сеттерлунд | «När min vän»            | 74077  | 2-е   |
| 5     | Ингер Берггрен    | Лили Берглунд     | «Sagans underbara värld» | 6885   | 5-е   |
| 6     | Лили Берглунд     | Ингер Берггрен    | «Sol och vår»            | 102327 | 1-е   |

Финал национального отбора состоялся 13 февраля 1962 года в Стокгольме. Отбор проходит в формате Melodifestivalen. Каждая из песен была исполнена дважды, сначала одним артистом с маленьким оркестром, затем другим — с большим оркестром. На конкурс было заявлено 7 песен, однако песню «Kärlek och pepparrot» дисквалифицировали за несколько минут до выступление за исполнение до конкурса. Финал транслировался по Sveriges Radio TV, но впервые не транслировался по радио.

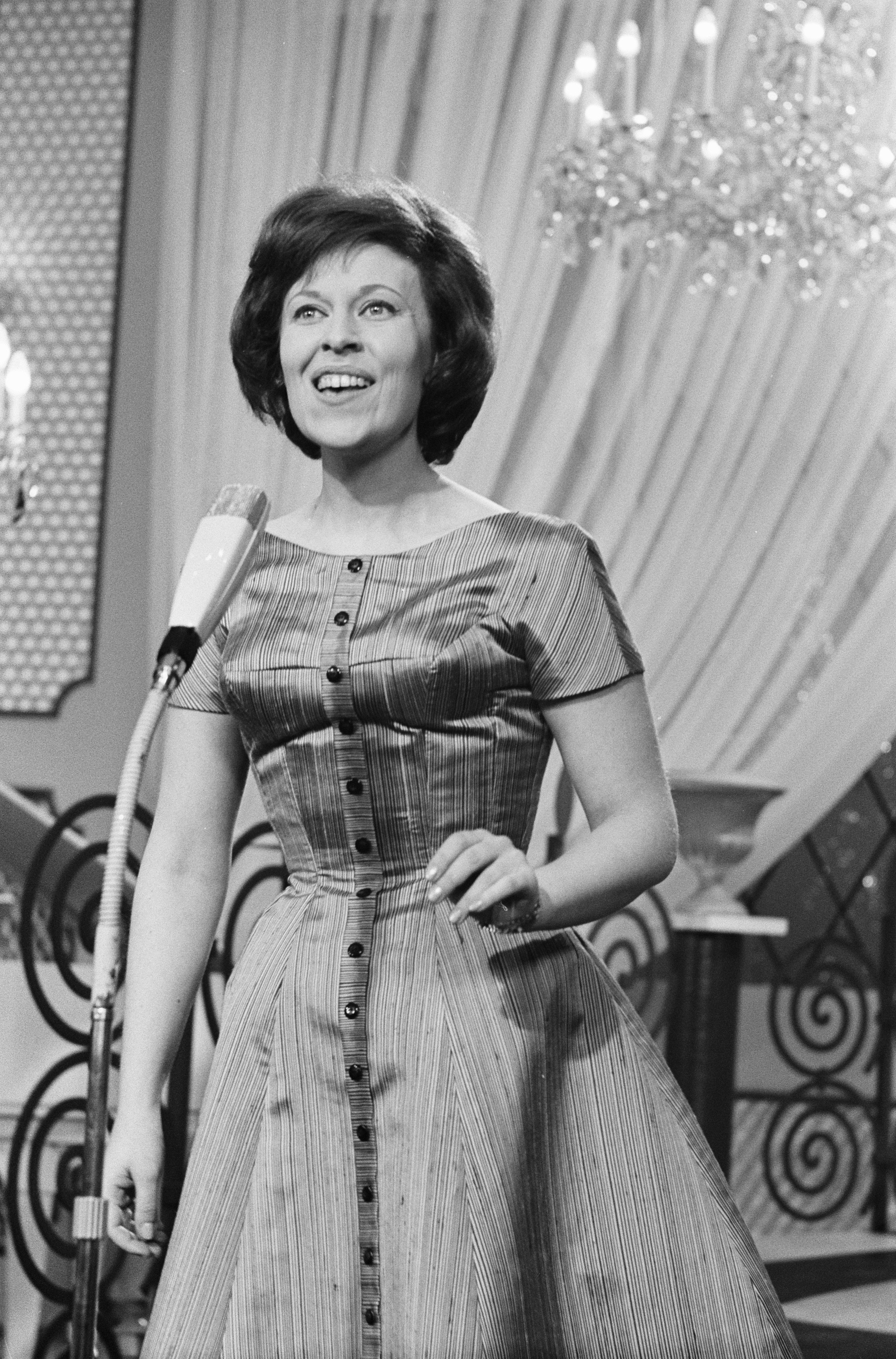
Ингер Берггрен во время выступления на «Евровидении»

## Страны, отдавшие баллы Швеции
Каждая страна имела жюри в количестве 10 человек, каждый человек мог отдать очко понравившейся песне.
| Отдали Швеции… | Отдали Швеции… |
| 3 балла        | 1 балл         |
| -------------- | -------------- |
| Дания          | Нидерланды     |

## Страны, получившие баллы от Швеции
| 3 балла | Франция   |
| 2 балла | Югославия |
| 1 балл  | Дания     |